# Rumes
Rumes est une commune francophone de Belgique située en Wallonie picarde et en Flandre romane dans la province de Hainaut.

## Géographie

Les trois villages de Rumes.

Sections de la commune :

| # | Nom               | Superf. (km2) | Habitants (2020) | Habitants par km2 | Code INS |
| - | ----------------- | ------------- | ---------------- | ----------------- | -------- |
| 1 | Rumes (I)         | 9,12          | 1 724            | 189               | 57072A   |
| 2 | Taintignies (III) | 9,40          | 2 646            | 281               | 57072B   |
| 3 | La Glanerie (II)  | 5,47          | 850              | 155               | 57072C   |

- Localités limitrophes :

a. Esplechin (Tournai) ;
b. Froidmont (Tournai) ;
c. Willemeau (Tournai) ;
d. Ere (Tournai) ;
e. Guignies (Brunehaut) ;
f. Howardries (Brunehaut) ;
g. Mouchin (France) ;
h. Bachy (France).

## Démographie

### Démographie: avant la fusion des communes
- Source : DGS recensements population.

### Démographie: commune fusionnée
En tenant compte des anciennes communes entraînées dans la fusion de communes de 1977, on peut dresser l'évolution suivante :
Les chiffres des années 1831 à 1970 tiennent compte des chiffres des anciennes communes fusionnées.
- Source : DGS, de 1831 à 1981 = recensements population ; à partir de 1990 = nombre d'habitants chaque 1er janvier[2].

## Histoire

### Préhistoire
Rumes et ses environs étaient déjà occupés il y a plus de 100 000 ans, par des hommes préhistoriques, comme le démontrent les outils de pierre retrouvés dans les labours. Ces objets lithiques sont taillés ou retouchés à la façon moustérienne ; un très beau biface (outil de pierre taillés sur les deux faces) fut trouvé le long de la chaussée de Douai et peut être daté avec réserve de près de 100 000 ans. Quelques outils de cette époque furent trouvés dans les champs de Rumes et aux alentours.

### Période gauloise
La période gauloise est représentée à Rumes par quelques monnaies de potin (ces monnaies gauloises furent trouvées dans les champs de Rumes) (alliage de plomb, fer, et cuivre), quelques monnaies de bronze et aussi deux monnaies en argent. Des fragments de poteries furent trouvés à Rumes mais également à Taintignies.
Cette période fut la période de transition pour les Rumois du premier jour, les silex furent abandonnés et le bronze prit une grande place dans la vie de tous les jours, le nouveau minerai de cuivre, de plomb, et d'étain provenait principalement d'Angleterre et d'Allemagne.
Le minerai était fondu dans des bas fourneaux et transformé en métal, celui-ci était coulé dans des moules d'argile ou de pierre, et après refroidissement on ébarbait et polissait le tout pour lui donner une belle teinte proche de l'or, ainsi furent faits glaives, pointes de flèches, fibules, casques et autres objets.
Plus tard, le fer fit son apparition, beaucoup plus solide que le bronze ; il eut le privilège de remplacer celui-ci pour les armes, les outils agraires. La limonite (minerai de fer) était importée mais l‘exploitation d'une carrière toute proche se situait à Bachy un village voisin.
Les villages de Rumes et Taintignies possédaient des temples dédiés aux dieux gaulois, à Taintignies. Belenos était adoré dans un de ces temples, d’où le nom du quartier de « Bellonne »[réf. nécessaire] ; l'emplacement exact de cet édifice n'a pourtant pas encore été repéré, seuls quelques fragments d‘architrave décorés furent trouvés sur le village de Rumes (dont un de près de 60 kg en pierre de Lezennes), certaines photos aériennes montrent également un enclos fermé de plus de cent mètres de long, des recherches sur le terrain pourraient définir si cet enclos immense est en rapport avec le culte religieux gaulois.

### Période romaine
La période romaine est très bien représentée, les vestiges de villa, l'attestent, près de vingt villas peuvent être répertoriées avec certitude, des monnaies et fibules (broches) et objets furent et sont encore trouvés en abondance, malgré les attaques acides des engrais chimiques. Les premiers vestiges d'occupation romaine datent de l'arrivée des troupes de Claude Ier.
De point de vue étymologique le mot Rumes provient d'un général romain dont le nom était Rumo ; le nom du village changea plusieurs fois mais garda sa racine étymologique (Rumo, Ruma, Rumeis, Rume, Rumes). L'époque romaine fut très florissante pour le village, l'artisanat se développa, des fours de potiers furent installés dans toute la région ainsi que des ateliers de fonderie de fer et de bronze, les personnes plus riches pouvaient faire venir d'Italie des poteries de luxe comme la sigillée, cette poterie était richement décorée de figures mythiques, d'animaux..., tandis que les personnes plus humbles s'approvisionnaient chez les potiers de Howardries, Taintignies, ces villages étaient réputés pour fabriquer de jolies poteries avec un décor à la molette.

### Période mérovingienne
La première occupation de la région durant la période mérovingienne fut lors de l'arrivée de Clodion en 440 ; celui-ci fait alors de Tournai, sa capitale (Civitas Regalis) ; Mérovée y établit son palais. Par la suite, vers 463, Childéric, chef tribal de la famille de Clodion, s'était mis à la tête des Francs, aux services de l'Empereur et de Rome, c'était pour lui un bon moyen de s'enrichir et d'avoir une protection extérieure. Childéric mourut en 482 et fut inhumé à Tournai sous un grand tumulus, à proximité de l'actuelle église Saint-Brice. Son fils Clovis prit le relais après la mort de son père.
Les villages de Rumes, Taintignies et La Glanerie sont pauvres en matériel et vestiges de cette époque, car à cause de nombreuses attaques de mercenaires, pirates et autres, les populations préféraient habiter plus près de Tournai, où ils avaient une protection sure. Une fibule discoïde fut trouvée à Esplechin et une autre à Taintignies. Les prospections récentes sur le village de Rumes ont permis de déceler un cimetière d'époque mérovingienne tardive, le matériel retrouvé est maintenant en cours d'étude au musée d'archéologie de Tournai. Ce matériel comporte de nombreuses fibules en arbalète, des fibules en forme de pont, des bagues et nombre de petits objets de bronze à plaquage d'or.
À la haute époque féodale, un château fort est érigé vers 1148, construit par Baudoin IV ; Baudoin Ier de Constantinople (1172-1206), le comte Baudoin IX de Flandre (1194-1206), Baudouin VI de Hainaut, premier empereur latin d'Orient (1204-1206) né à Valenciennes. En 1200, il est l'un des chefs de la IVe croisade, il participe à la prise de Constantinople avec comme écuyer et ami, le fils cadet des seigneurs de Rumes en (1204) et est élu Empereur du nouvel État latin fondé par les croisés ; cependant les Byzantins se révoltent et font appel au tsar bulgare Jean II Kajolan. Défait par ce dernier à la bataille d'Adrianople (1205), Baudoin est fait prisonnier et interné à Tarnovo, où il mourut.
À la place de la motte féodale, d'énormes douves entouraient le château, elles étaient alimentées en eau par des sources que des fossés secondaires amenaient. Ceux-ci furent comblés en 1867 et 1882 ; ce nivellement mit au jour des centaines de squelettes qui reposaient pour la plupart dans de grands sarcophages de pierre, il s'agissait sans doute des restes des seigneurs de Rumes et de leurs familles.

### Période espagnole
À la période espagnole, les seigneurs régnaient en maître, ils rendaient justice et bien souvent leurs caprices réglaient seuls le mode et la rigueur de la répression, c'était selon l'expression « sitôt pris sitôt pendu ». Rumes était endroit de haute et basse justice, la basse justice concernait les délits mineurs (on dirait maintenant « de simple police »). À l'entrée du château fort de Rumes s'élevait un gibet et un pilori ; c'était là que le seigneur des lieux exerçait sa haute justice, la peine de mort était précédée de tortures, le feu, la faim, la soif, la castration, la compression des membres, la mutilation d'un membre, (oreille, main, pied,…) et d'autres raffinements. La vie des serfs sur la terre de Rumes n'était pas des plus belles. En 1522 Charles Quint décida du sort de Tournai en l'annexant à la Flandre, un décret fut dicté mais resta lettre morte (au contraire Tournai formait à elle seule une province avec ses Consaux et état de la ville et cité de Tournai) ses états composés du clergé et de la noblesse, comptent quatre seigneurs laïcs ou barons (de Pecq, de Rumes, d'Espierres et de Warcoing) ceux-ci représentaient Tournai par leur baillis respectifs.
Outre la seigneurie principale, la cité comportait plusieurs fiefs. Marie-Catherine Du Chambge (1629-1707) est dame de (les hommes sont seigneur de, les femmes dame de) plusieurs possessions dont un fief sur Rumes : Lassus (sur Esplechin), Hollay (à Celles-Molembaix), du bois de Cavrines (à Rumes) , du Croquet (en Hainaut), de la Mairie (à Wattignies), etc. Fille de Philippe Du Chambge, licencié es lois, receveur du comte de Solre (maison de Croÿ) à Rumes, greffier des États des baililages de Tournai-Tournaisis, Mortagne, Saint-Amand, dépendances et appendances, et de sa seconde épouse Anne-Marie de Madre. Elle est baptisée à Tournai le 9 octobre 1629 et meurt à Tournai, veuve et sans postérité le 27 janvier 1707. Par son testament du 25 janvier 1707, elle institue la fondation Hardy du Chambge et lègue ses possessions à différentes personnes. Elle épouse à Tournai  le 4 juin 1651 Jean-François Hardy, conseiller du roi aux bailliages de Tounrai-Tournaisis etc., baptisé à Tournai le 4 octobre 1621, fils de Nicolas et et de Jeanne de Jaurieu,

### Période contemporaine

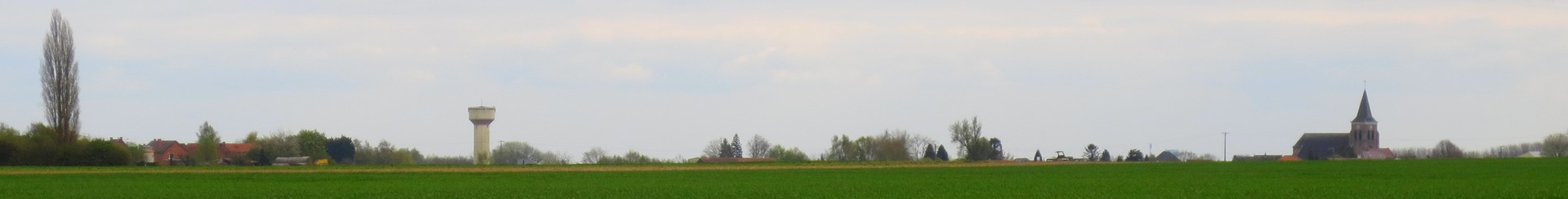
Vue panoramique de Rumes.

Plus récemment Rumes fut épargnée par les combats de la guerre 14/18 ; les villages furent des endroits de repos pour les troupes allemandes revenant du front et un champ de tir d'entraînement pour les nouvelles recrues ; le champ de tir de Taintignies se trouvait au lieu-dit Gloriette. Les champs de la Gloriette sont remplis de milliers de cartouches d'exercice tirées en 1916. Des combats entre Anglais et Allemands eurent lieu au lieu-dit Bois à fosses et de nombreux obus furent tirés sur Froidmont, Ere, et Esplechin. La maison du chef de gare de Rumes fut détruite par les Allemands, de nombreuses bombes tombèrent sur le village et firent d'importants dégâts.
Rumes est le village natale d'Henriette Hanotte, résistante belge de la Seconde Guerre mondiale.
Le 2 septembre 1944, un éclaireur de la 2e division blindée US passe la frontière par erreur avec sa moto : de ce fait, La Glanerie fut le premier village belge libéré.

## Armoiries
|  | Blason de Rumes depuis la fusion des communes Blasonnement : D’argent à la fasce de sable à une aigle isante de gueules accompagnée en pointe d'une fleur de lis du même. - Délibération communale : 26 septembre 1985 - Arrêté de l'exécutif de la communauté : 9 mars 1987 - Moniteur belge : 4 février 1989 |
|  | Blason de Rumes avant la fusion des communes Blasonnement : Parti : au 1 de gueules à la fleur de lis d'argent, au 2 d'argent à une aigle de gueules, aux ailes et aux pattes étendues. - Arrêté royal (Pays-Bas) : 21 octobre 1820                                                                            |

## Politique et administration

### Conseil et collège communal 2024-2030
| Collège communal   |                   |                                  |
| ------------------ | ----------------- | -------------------------------- |
| Bourgmestre        | Michel Casterman  | Les Engagés - Intérêts Communaux |
| 1er Échevine       | Ophélie Cuvelier  | Les Engagés - Intérêts Communaux |
| 2e Échevine        | Clémence Lepla    | Les Engagés - Intérêts Communaux |
| 3e Échevin         | Jérôme Ghislain   | MR - Intérêts Communaux          |
| 4e Échevine        | Séverine Dhaenens | Les Engagés - Intérêts Communaux |
| Présidente du CPAS | Martine Delzenne  | Intérêts Communaux               |

## Patrimoine et culture

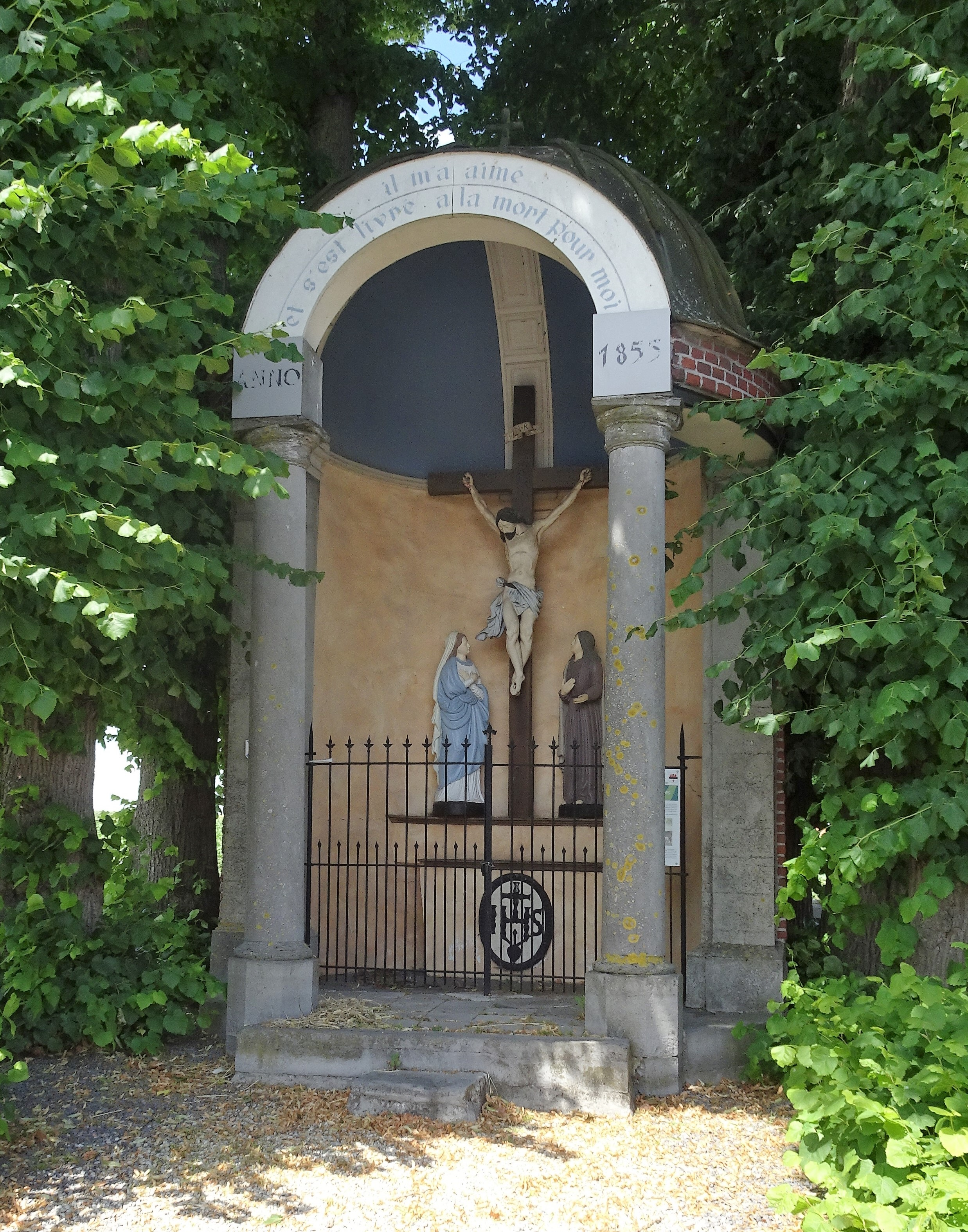
Calvaire de Rumes.

### Culture
Rumes est connu pour ses nombreuses activités culturelles :
- L'fiète de l'pentière d'ichi : fête locale de la pomme de terre (le dernier week-end de septembre);
- Les cox : concentration de voitures coccinelles et VW ;
- La braderie : grand marché convivial avec petite restauration, méchoui géant, barbecue...
- Son géant: Gaston le mâchon
- Ses innombrables fêtes, bals, et comme on dit « à tous les saints q'in bou » (en clair, toutes les occasions sont bonnes pour faire la fête).
- Le patrimoine immobilier classé.

#### Musique
Rumes comporte une fanfare harmonique très réputée, ainsi que des groupes de musique.

## Mouvements de jeunesse
La commune de Rumes compte de nombreux mouvements de jeunesse, au sein de ses trois sections :
Rumes
- Patro Sainte Thérèse (Filles) ;
- Patro Saint Pierre (Garçons) ;

Les deux patros ont vu le jour en 1960.
Taintignies
- Le Cosinus (Ils organisent un week-end festif chaque année, à la mi-août).

La Glanerie
- Les guides et lutins (Ils organisent un week-end festif chaque année à la fin du mois d'août).